# نشان ملی

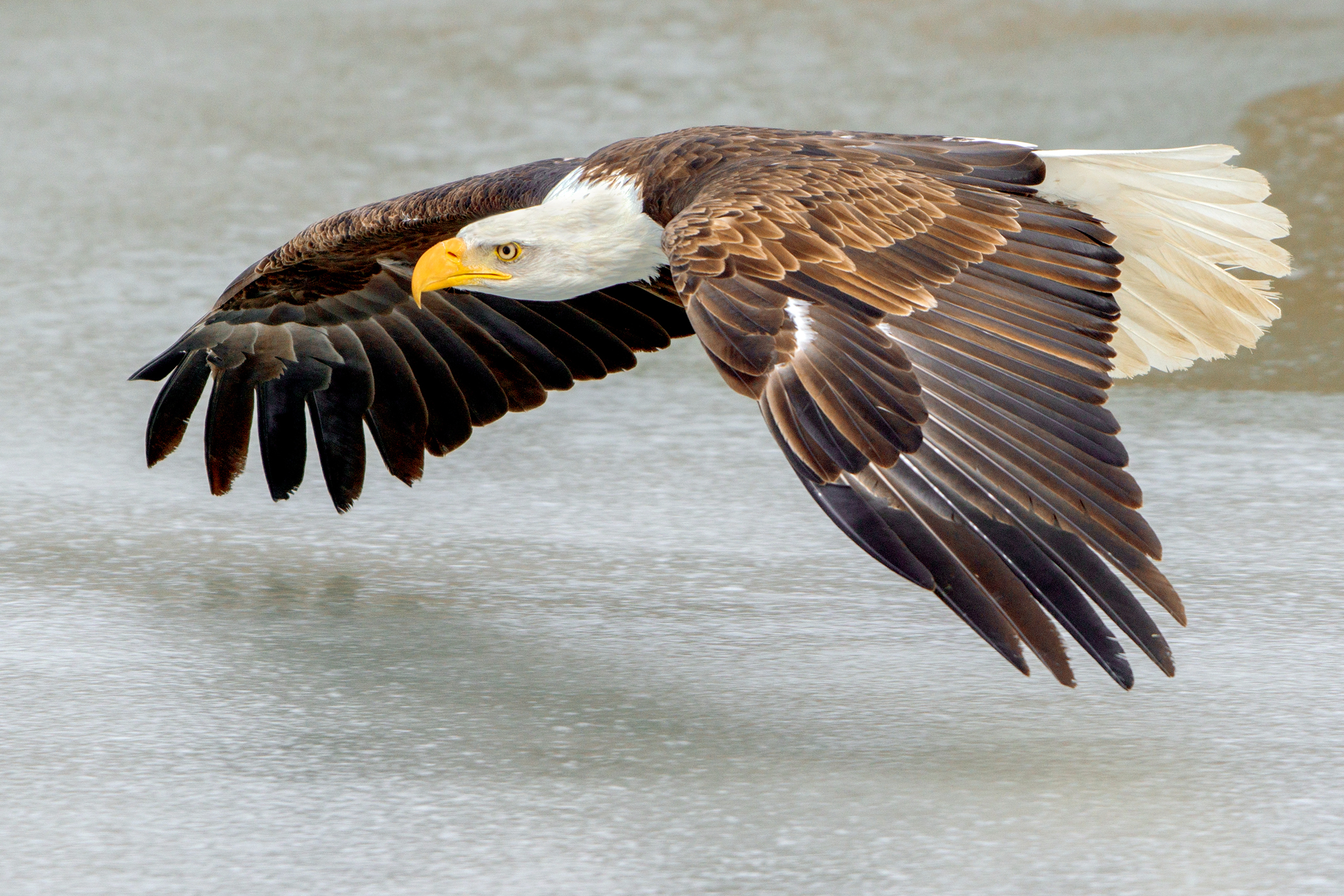
عقاب سرسفید در ایالات متحده آمریکا یک نماد ملی است.

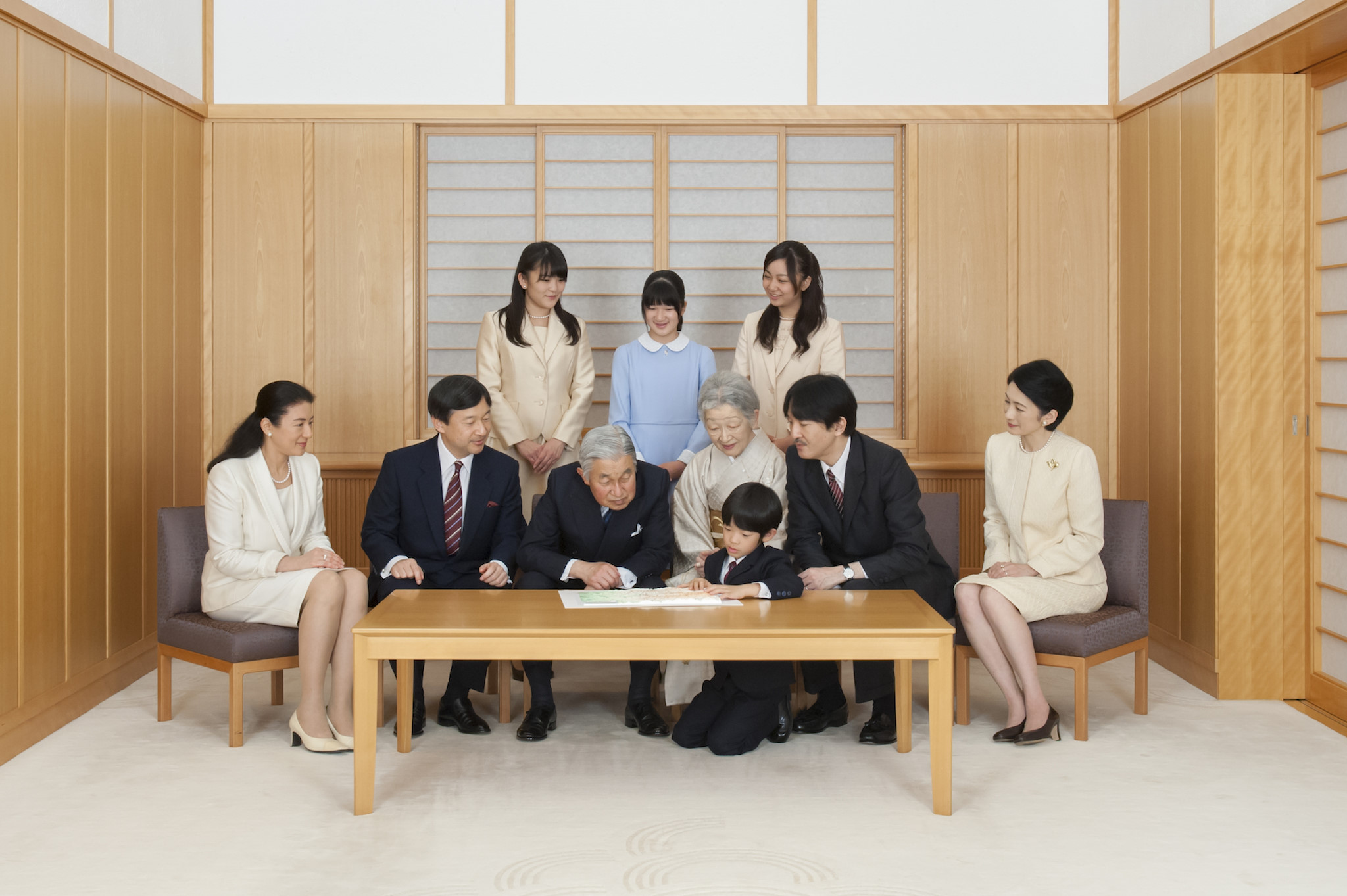
امپراتور ژاپن به عنوان یک نماد وحدت‌بخش ملی مورد احترام مردم کشورش هست.

نشان ملی یا نماد ملی (به انگلیسی: National symbol)، نشان، نماینده یا ویژگی‌های خاص مورد احترام مردم هر کشور در سطح ملی یا بین‌المللی است که به عنوان نماد آن کشور شناخته می‌شود. 
پرچم یکی از مهم‌ترین نمادهای ملی هر کشوری محسوب می‌شود. در کشورهای دارای سامانهٔ پادشاهی از مقام سلطنت به عنوان «نماد ملی» یاد می‌شود.